# João Pedro (futbolista nacido en 2001)
João Pedro Junqueira de Jesus (Ribeirão Preto, 26 de septiembre de 2001), más conocido como João Pedro, es un futbolista brasileño que juega de delantero en el Chelsea F. C. de la Premier League de Inglaterra.

## Trayectoria
Se formó en las categorías inferiores del Fluminense. El 24 de marzo de 2019, João Pedro hizo su debut profesional con el Fluminense, entrando como suplente en el tiempo añadido de una derrota por 3-2 ante su rival Flamengo, en un partido del Campeonato Carioca. Entró y marcó por primera vez como deportista profesional en el primer clásico que disputó.
En octubre de 2018 el Fluminense llegó a un acuerdo de traspaso con el Watford F. C., cuando acababa de completar 17 años y aún no había ni debutado con el equipo sub-20 del Fluminense.
En 2019, con apenas 17 años y 8 meses, irrumpió en el fútbol profesional con ocho goles en sus primeras once actuaciones, marcando en el Campeonato Brasileño y Copa Libertadores. El 23 de mayo de 2019, en su primer partido como titular con la camiseta del Fluminense, brilló con un hat-trick de goles y una asistencia en la victoria por 4-1 sobre Atlético Nacional en Maracaná. Terminó su etapa en el Tricolor habiendo disputado 37 partidos con el equipo carioca, anotando 10 goles y dando dos asistencias.
Llegó a Inglaterra a inicios de 2020 e hizo su debut en el mes de junio ante el Southampton F. C. El día que cumplió 19 años, João Pedro marcó su primer gol con la camiseta del Watford y aseguró la victoria por 1-0 ante el Luton Town en la tercera jornada de la Championship, la segunda división inglesa. Desde entonces participó en 109 encuentros con los Hornets en los que anotó veinticuatro goles.
El 5 de mayo de 2023 se confirmó su adquisición por el Brighton & Hove Albion F. C., con el precio de transferencia no revelado, pero según medios británicos era la tarifa récord del club por 30 millones de libras. Marcó en su debut y en su primera campaña fue el máximo goleador del equipo con diecinueve goles. El 12 de agosto de 2023, en su debut oficial con el club, João Pedro marcó su primer gol con la camiseta de 'Las Gaviotas' en la victoria por 4-1 sobre el Luton Town, en la primera ronda de la Premier League 2023/24. En la temporada 2024/25, marcó 20 goles, 10 de ellos en la Premier League. Terminó su etapa con 70 partidos con los Seagulls, anotando 30 goles en todas las competiciones.
El 2 de julio de 2025 fue traspasado al Chelsea F. C., con el que firmó hasta 2033, y se unió al equipo para participar en los cuartos de final de la Copa Mundial de Clubes de la FIFA. Dos días después de su fichaje, João Pedro debutó con la camiseta del Chelsea contra el Palmeiras. Entró al campo a los nueve minutos del segundo tiempo en sustitución de su compañero Liam Delap. Los blues derrotaron al Palmeiras por 2-1 en los cuartos de final del Mundial de Clubes 2025. Una semana después, el 8 de julio de 2025, anotó su primer doblete con el Chelsea F.C. en el marco de las semifinales del Mundial de Clubes 2025 ante el equipo que lo formó (el Fluminense de Brasil), goles que no celebró en reconocimiento al club que lo vio surgir como futbolista.

## Selección nacional
El 16 de noviembre de 2023 hizo su debut con la selección de Brasil en un partido de clasificación para el Mundial 2026 ante Colombia que perdieron por dos a uno.

## Estadísticas

### Clubes
Actualizado al último partido disputado el 13 de julio de 2025.
| Club                                    | Div.          | Temporada     | Liga  | Liga  | Liga   | Estatal | Estatal | Estatal | Copas nacionales | Copas nacionales | Copas nacionales | Copas internacionales | Copas internacionales | Copas internacionales | Total | Total | Total  |
| Club                                    | Div.          | Temporada     | Part. | Goles | Asist. | Part.   | Goles   | Asist.  | Part.            | Goles            | Asist.           | Part.                 | Goles                 | Asist.                | Part. | Goles | Asist. |
| --------------------------------------- | ------------- | ------------- | ----- | ----- | ------ | ------- | ------- | ------- | ---------------- | ---------------- | ---------------- | --------------------- | --------------------- | --------------------- | ----- | ----- | ------ |
| Fluminense · Brasil                     | 1.ª           | 2019          | 25    | 4     | 1      | 3       | 1       | 0       | 4                | 2                | 0                | 4                     | 3                     | 1                     | 36    | 10    | 2      |
| Fluminense · Brasil                     | Total club    | Total club    | 25    | 4     | 1      | 3       | 1       | 0       | 4                | 2                | 0                | 4                     | 3                     | 1                     | 36    | 10    | 2      |
| Watford F. C. Inglaterra                | 1.ª           | 2019-20       | 3     | 0     | 0      | ―       | ―       | ―       | 2                | 0                | 0                | ―                     | ―                     | ―                     | 5     | 0     | 0      |
| Watford F. C. Inglaterra                | 2.ª           | 2020-21       | 38    | 9     | 2      | ―       | ―       | ―       | 2                | 0                | 1                | ―                     | ―                     | ―                     | 40    | 9     | 3      |
| Watford F. C. Inglaterra                | 1.ª           | 2021-22       | 28    | 3     | 1      | ―       | ―       | ―       | 1                | 1                | 0                | ―                     | ―                     | ―                     | 29    | 4     | 1      |
| Watford F. C. Inglaterra                | 2.ª           | 2022-23       | 35    | 11    | 4      | ―       | ―       | ―       | 0                | 0                | 0                | ―                     | ―                     | ―                     | 35    | 11    | 4      |
| Watford F. C. Inglaterra                | Total club    | Total club    | 104   | 23    | 7      | 0       | 0       | 0       | 5                | 1                | 1                | 0                     | 0                     | 0                     | 109   | 24    | 8      |
| Brighton & Hove Albion F. C. Inglaterra | 1.ª           | 2023-24       | 31    | 9     | 3      | ―       | ―       | ―       | 3                | 5                | 0                | 6                     | 6                     | 0                     | 40    | 20    | 3      |
| Brighton & Hove Albion F. C. Inglaterra | 1.ª           | 2024-25       | 27    | 10    | 6      | ―       | ―       | ―       | 3                | 0                | 1                | —                     | —                     | —                     | 30    | 10    | 7      |
| Brighton & Hove Albion F. C. Inglaterra | Total club    | Total club    | 58    | 19    | 9      | 0       | 0       | 0       | 6                | 5                | 1                | 6                     | 6                     | 0                     | 70    | 30    | 10     |
| Chelsea F. C. Inglaterra                | 1.ª           | 2024-25       | —     | —     | —      | ―       | ―       | ―       | —                | —                | —                | 3                     | 3                     | 0                     | 3     | 3     | 0      |
| Chelsea F. C. Inglaterra                | 1.ª           | 2025-26       | 0     | 0     | 0      | —       | —       | —       | 0                | 0                | 0                | 0                     | 0                     | 0                     | 0     | 0     | 0      |
| Chelsea F. C. Inglaterra                | Total club    | Total club    | 0     | 0     | 0      | 0       | 0       | 0       | 0                | 0                | 0                | 3                     | 3                     | 0                     | 3     | 3     | 0      |
| Total carrera                           | Total carrera | Total carrera | 187   | 46    | 17     | 3       | 1       | 0       | 15               | 8                | 2                | 13                    | 12                    | 1                     | 218   | 67    | 20     |

### Hat-tricks
| 1 | 24 de mayo de 2019  | Maracaná, Río de Janeiro | Fluminense FC - Atlético Nacional |  | 4 - 1 | Copa Sudamericana 2019 |
| 2 | 27 de enero de 2024 | Bramall Lane, Sheffield  | Sheffield United - Brighton & HA  |  | 2 - 5 | FA Cup 2023-24         |

## Palmarés

### Títulos internacionales
| Título                            | Equipo        | Sede           | Año  |
| --------------------------------- | ------------- | -------------- | ---- |
| Copa Mundial de Clubes de la FIFA | Chelsea F. C. | Estados Unidos | 2025 |